# Robert Dureville
Robert Dureville, né le 28 novembre 1943 à Paris, est un patineur artistique et entraîneur français. Il a été six fois vice-champion de France de 1962 à 1967.

## Biographie

### Carrière sportive
Robert Dureville est monté sept fois sur le podium des championnats de France dont six fois sur la seconde marche entre 1962 et 1967. Il est resté le dauphin d'Alain Calmat pendant quatre ans (1962 à 1965), puis de Patrick Péra pendant deux ans (1966 et 1967).
Sur le plan international, il a participé à six championnats d’Europe, six championnats du monde. Ses meilleurs classements sont une 5e place européenne en 1966 à Bratislava, et deux 10e places mondiales en 1965 à Colorado Springs et en 1967 à Vienne.
Il a également représenté son pays aux Jeux olympiques d'hiver de 1964 à Innsbruck où il a pris la 17e place. Il a quitté le patinage amateur en 1967.

### Reconversion
À l'issue de sa carrière sportive, Robert Dureville devient entraîneur. Il a officié notamment au Club de glace Audonien à la patinoire de Saint-Ouen en Seine-Saint-Denis. Il a entraîné entre autres Frédéric Harpagès.
Il est Directeur technique national de la FFS (1992-1994) et de la FFSG (2006-2009).

## Palmarès
| Compétitions / Années                                                                                  | 1961 | 1962 | 1963 | 1964 | 1965 | 1966 | 1967 |
| Jeux olympiques d'hiver                                                                                |      |      |      | 17e  |      |      |      |
| Championnats du monde                                                                                  | CA   | 17e  | 12e  | 13e  | 10e  | 13e  | 10e  |
| Championnats d’Europe                                                                                  |      | 16e  | 11e  | 9e   | 6e   | 5e   | 6e   |
| Championnats de France                                                                                 | 3e   | 2e   | 2e   | 2e   | 2e   | 2e   | 2e   |
| Légende : CA = Championnats du monde 1961 annulés à cause de la catastrophe aérienne du vol 548 Sabena |      |      |      |      |      |      |      |

## Galerie d'images

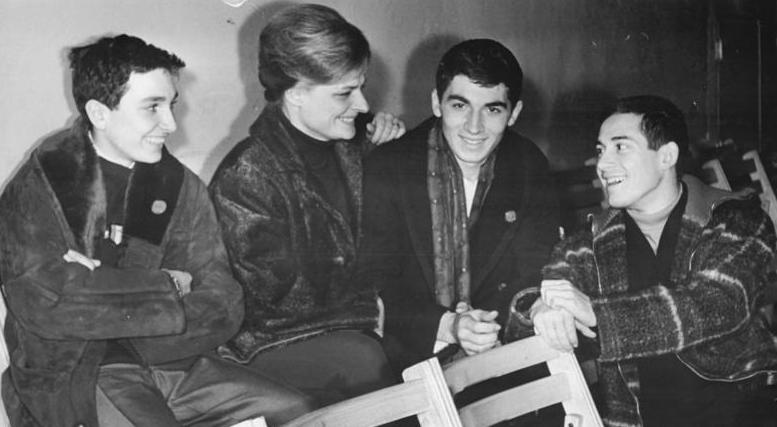
Robert Dureville en 1964 (3e) entouré de Patrick Péra (1er), Marianne Toutai-Renault (2e et Philippe Pélissier (4e).
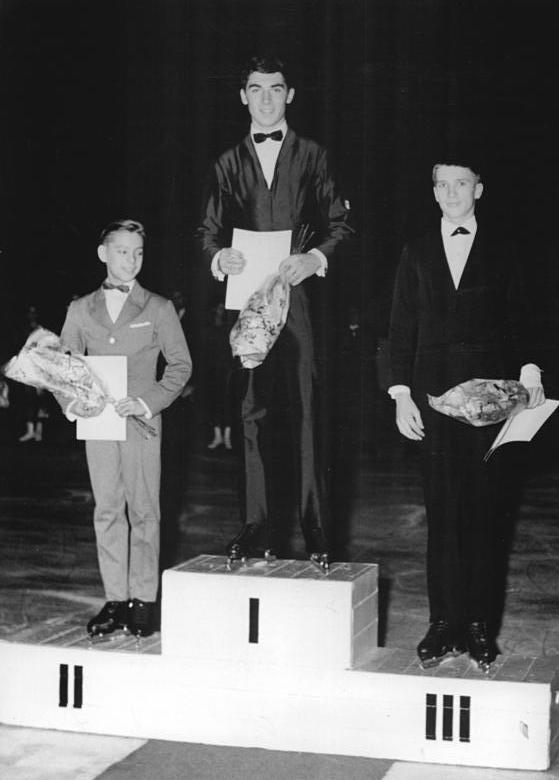
Robert Dureville en 1964 sur le podium de la coupe de la fédération internationale (avec Ondrej Nepela à gauche et Günter Zöller à droite).